# Алексей II Великий Комнин
Алексе́й II Вели́кий Комни́н (ср.-греч. Αλέξιος Β΄ Μέγας Κομνηνός; 1283 — 3 мая 1330, Трапезунд) — император Трапезунда в 1297—1330 годах.

## Биография
Алексей родился в 1283 году в городе Трапезунде, столице одноимённой империи, в семье её властителя Иоанна II (1280—5/1287—1297) и его супруги Евдокии Палеолог, дочери императора Византии Михаила VIII. У него был один брат, будущий император Михаил (1344—1349). Правление Алексея II характеризуется ослаблением константинопольского влияния в империи и переориентацию трапезундцев на союз со своими восточными соседями и, в первую очередь, с Грузией.
Алексей взошел на трон в возрасте 14 лет. Опеку над ним взял на себя византийский император Андроник II Палеолог, его дядя. В 1300 году Андроник рассчитывал женить племянника на дочери видного византийского чиновника Никифора Хумна, но Алексей женился на грузинской княжне Джияджак Джакели вопреки воле Андроника II, и имел от этого брака четверых сыновей и нескольких дочерей. Андроник обратился к священникам, чтобы отменить брак, но Патриарх Константинопольский отказался это сделать на том основании, что Джияджак была уже беременна от Алексея. Мать Алексея Евдокия, вернувшаяся в Трапезунд под предлогом заставить сына расторгнуть брак, также посоветовала ему сохранить брак.
В 1301 или 1302 году Алексей отразил вторжение огузов, которые после завоевания провинции Халибия, проникли вглубь территории Трапезунда, чтобы захватить Керасунт (современный Гиресун), второй по важности город в империи. Алексей разбил их отряды и построил форт с видом на море, чтобы обеспечить своё господство над городом.
Ещё одной проблемой были генуэзцы, которые установили экономическую монополию в регионе Чёрного моря по результатам Нимфейского договора с Михаилом VIII Палеологом 1261 года. Они создали колонию в Дафнии, прибрежном городке к востоку от Трапезунда, однако скоро потребовали её расширения. Генуэзские купцы отказались предоставлять имперским таможенникам свои товары для досмотра. В 1306 году они потребовали от Алексея новых уступок и угрожали вообще покинуть Трапезунд. Когда генуэзцы отказались платить пошлины за свои товары, Алексей приказал своим грузинским наемникам напасть на них. В ответ генуэзцы подожгли пригород Трапезунда и уничтожили значительную часть своего имущества и имущества горожан. В конце концов обе стороны заключили мир, подтвержденный в сохранившихся договорах от 1314 и 1316 годов.
Эти договора не означали окончание напряженности в отношениях между генуэзцами и императором Трапезунда. Так, в 1319 году Алексей заключил договор с венецианцами, главными конкурентами генуэзцев, предоставив им те же привилегии, что и генуэзцам.
Проблему для империи создавали также пираты Синопского эмирата, чьими целями были христианские торговцы, в том числе генуэзцы. Пираты даже подожгли Трапезунд в 1319 году. Чтобы защитить свой народ от пиратских рейдов, Алексей к 1324 году завершил строительство в Трапезунде большой городской стены вплоть до морского берега, обезопасившей жителей восточной части города также и от османских набегов, а также организовал полицию, чтобы охранять город ночью.
Как и его отец до него, Алексей II был объектом усилий Папы, направленных на его переход в католичество. В 1329 году папа Иоанн XXII отправил императору письмо, но пять месяцев спустя император умер.
Сохранилось два источника, написанных на тему смерти императора: надгробная речь, написанной его протонотарием Константином Лукитом, и панегирик Иосифа, митрополита Трапезундского (в миру Иоанна Лазаропулоса).
После смерти Алексея II 3 мая 1330 года власть в Трапезундской империи перешла к его сыну Андронику, который, однако, вскоре был убит, а в стране на следующие двадцать с лишним лет настало время смут и кровавых междоусобиц, обусловленных борьбой провизантийской и прогрузинской партий.

## Брак и дети
- Жена: с 1300 — Джияджак Джакели, дочь Беки Джакели, атабека Самцхе (1279—1308)
  - Андроник III Великий Комнин (ок. 1310 — 8 января 1332), император Трапезунда
  - Василий Великий Комнин (уб. 6 апреля 1340), император Трапезунда
  - Михаил Анахутлу Великий Комнин (уб. май 1330), убит по приказу своего брата Андроника III
  - Георгий Ахпуга Великий Комнин (уб. май 1330), убит по приказу своего брата Андроника III
  - Анна Великая Комнина (уб. 3 сентября 1342), императрица Трапезунда, задушена в ходе династического переворота, организованного Никитой Схоларием.
  - Евдокия Великая Комнина; муж: (?) Адиль-бек ибн Якуб.